# Шоссе 60 (Израиль)
Шоссе 60 (ивр. כביש 60‎ , англ. Highway 60) — израильское шоссе национального значения, проходящее в восточной части Израиля.
Сложившееся традиционное историческое название этой дороги — «Дорога Праотцев» (ивр. דרך האבות‎ — «дерех авот»), потому что большинство событий библейской книги Книги Бытия произошли на этой дороге или неподалёку от неё.
Эта центральная дорога Израиля с севера на юг начинается в Беэр-Шеве на юге, идет через Иерусалим и заканчивается возле Назарета на севере страны. Дорога проходит вдоль главного горного хребта страны по линии Шхем— Шило — Бейт Эль — Иерусалим — Гуш Эцион — Хеврон — Беер-Шева.
Этой одной из самых известных на планете дорог — более 4000 лет.

## Топография
Горный хребет, вдоль которого проходит «Дорога Праотцев», с обеих сторон спускается крутыми склонами: на восток — в сторону Иорданской долины и Мёртвого моря; на запад — в сторону Средиземного моря. Глубокие ущелья с обеих сторон затрудняют продвижение, и удобный проход существует только у вершины горной цепи (вдоль центрального водораздела Израиля). Поэтому с древних времён и до настоящего времени здесь проходила и проходит главная из центральных дорог, пересекающих бо́льшую часть Израиля с севера на юг.

## Библейская история
Согласно Библии, три самых святых места в Земле Израиля были не завоеваны, а выкуплены евреями у их прежних хозяев. Это пещера Махпела, купленная Авраамом (Быт. 23); часть города Шхема, где расположена сейчас гробница Иосифа, купленная Яаковом (Быт. 49:29-32); и Храмовая гора в Иерусалиме, купленная царем Давидом (2Цар. 24:18-25, 1Пар. 21:22-25, 2Пар. 3:1). Дорога Праотцев проходит через эти места и является поэтому исторической, географической и политической «осью» Государства Израиль.
По Дороге Праотцев ходил Авраам со своей семьёй и Яаков с сыновьями, ставшими родоначальниками колен Израиля. По этой дороге, между Бейт Элем и Хевроном, шла Рахель в ожидании рождения своего второго сына Биньямина, и у этой дороги она и была похоронена после смерти во время родов (Быт. 35:16—20).
Одно из самых драматических событий у этой дороги, описанных в Библии, — это путь Авраама и Ицхака. Три дня они шли по этой дороге из Беер-Шевы в Иерусалим, на гору Мория, где Авраам должен был принести своего любимого сына в жертву Всевышнему (Быт. 22:1-19).

## Археологические изыскания
- Недалеко от дороги найдена большая общественная миква времён Второго Храма. Она служила для омовения паломникам, поднимавшимся в Иерусалимский Храм во время трёх паломнических праздников — Песаха, Шавуота и Суккота. Ступеньки миквы поделены на две части (как и описано в Мишне) — чтобы отделить людей, спускающихся в бассейн, от поднимающихся из него[1][2].
- Вдоль участка Дороги Праотцев, между посёлками Неве-Даниэль и Алон-Швут, найдены пять римских дорожных столбов, указывающих расстояние до римской колонии Элия Капитолина, построенной на месте еврейского Иерусалима. Во всём Израиле до настоящего времени найдены 400 подобных столбов, которые римские солдаты устанавливали вдоль центральных дорог после поражения евреев в Первой Иудейской войне и восстания Бар-Кохбы во II веке н. э[1][2].
- Руины придорожного городка Хилэль, или Хахлили («бледно-красный»), расположенные при въезде в селение Бат-Аин[англ.]. Это остатки еврейского поселения периода Второго Храма, окончательно разрушенного во время восстания Бар-Кохбы (132—135 годы н. э.). Тут раскопаны миква, винодавильня с мозаичными полами и емкостями, использовавшаяся ещё и в византийские времена.
- Источник Хаджила, где, по преданию, отдыхал царь Давид, направляясь в Иерусалим из Хеврона. Тут же восстановлена миква.
- Руины еврейского поселения периода Второго Храма с водосборниками, миквами и жерновами в месте с названием Хирбет Джумджум.